# Darmannes
Darmannes és un municipi francès situat al departament de l'Alt Marne i a la regió del Gran Est. L'any 2007 tenia 255 habitants.

## Demografia

### Població
El 2007 la població de fet de Darmannes era de 255 persones. Hi havia 88 famílies de les quals 8 eren unipersonals (4 homes vivint sols i 4 dones vivint soles), 32 parelles sense fills, 40 parelles amb fills i 8 famílies monoparentals amb fills.
La població ha evolucionat segons el següent gràfic:
Habitants censats

### Habitatges
El 2007 hi havia 103 habitatges, 94 eren l'habitatge principal de la família, 2 eren segones residències i 7 estaven desocupats. Tots els 103 habitatges eren cases. Dels 94 habitatges principals, 69 estaven ocupats pels seus propietaris, 20 estaven llogats i ocupats pels llogaters i 5 estaven cedits a títol gratuït; 2 tenien dues cambres, 4 en tenien tres, 20 en tenien quatre i 68 en tenien cinc o més. 86 habitatges disposaven pel capbaix d'una plaça de pàrquing. A 34 habitatges hi havia un automòbil i a 57 n'hi havia dos o més.

### Piràmide de població
La piràmide de població per edats i sexe el 2009 era:
| Homes | Edats   | Dones |
| ----- | ------- | ----- |
| 0     | 95 o +  | 0     |
| 4     | 90 a 94 | 0     |
| 0     | 85 a 89 | 0     |
| 4     | 80 a 84 | 0     |
| 0     | 75 a 79 | 4     |
| 0     | 70 a 74 | 4     |
| 4     | 65 a 69 | 0     |
| 4     | 60 a 64 | 8     |
| 4     | 55 a 59 | 4     |
| 12    | 50 a 54 | 8     |
| 8     | 45 a 49 | 12    |
| 0     | 40 a 44 | 4     |
| 12    | 35 a 39 | 4     |
| 4     | 30 a 34 | 8     |
| 4     | 25 a 29 | 0     |
| 16    | 20 a 24 | 0     |
| 12    | 15 a 19 | 0     |
| 4     | 10 a 14 | 0     |
| 0     | 5 a 9   | 0     |
| 8     | 0 a 4   | 0     |

## Economia
El 2007 la població en edat de treballar era de 172 persones, 142 eren actives i 30 eren inactives. Les 142 persones actives estaven ocupades(79 homes i 63 dones).. De les 30 persones inactives 12 estaven jubilades, 12 estaven estudiant i 6 estaven classificades com a «altres inactius».

### Ingressos
El 2009 a Darmannes hi havia 93 unitats fiscals que integraven 256,5 persones, la mediana anual d'ingressos fiscals per persona era de 19.600 €.

### Activitats econòmiques
Dels 3 establiments que hi havia el 2007, 1 era d'una empresa de construcció, 1 d'una empresa de comerç i reparació d'automòbils i 1 d'una empresa d'hostatgeria i restauració.
L'únic establiment comercial que hi havia el 2009 era una adrogueria.
L'any 2000 a Darmannes hi havia 9 explotacions agrícoles.

## Poblacions més properes
El següent diagrama mostra les poblacions més properes.